# Монтарди
Монтарди́ (фр. Montardit) — коммуна во Франции, находится в регионе Юг — Пиренеи. Департамент коммуны — Арьеж. Входит в состав кантона Сент-Круа-Вольвестр. Округ коммуны — Сен-Жирон.
Код INSEE коммуны — 09198.

## Население
Население коммуны на 2008 год составляло 188 человек.
| 1962 | 1968 | 1975 | 1982 | 1990 | 1999 | 2008 |
| ---- | ---- | ---- | ---- | ---- | ---- | ---- |
| 170  | 212  | 198  | 163  | 135  | 145  | 188  |

## Экономика
В 2007 году среди 99 человек в трудоспособном возрасте (15—64 лет) 76 были экономически активными, 23 — неактивными (показатель активности — 76,8 %, в 1999 году было 57,8 %). Из 76 активных работали 67 человек (34 мужчины и 33 женщины), безработных было 9 (2 мужчины и 7 женщин). Среди 23 неактивных 1 человек был учеником или студентом, 10 — пенсионерами, 12 были неактивными по другим причинам.

## Достопримечательности
- Часовня Нотр-Дам-де-ла-Гут